# 戈亚斯州邦热苏斯
戈亚斯州邦热苏斯（葡萄牙語：Bom Jesus de Goiás）是巴西戈亚斯州的一个市镇。总面积1405.218平方公里，总人口18035人，人口密度12.8人/平方公里。